# خالده
خالده، روستایی است از توابع شهرستان مهر استان فارس ایران.

Maps-Khaldeh-Lamerd

## جمعیت
این روستا بر اساس سرشماری سال ۱۳۹۰ جمعیت آن ۷۹۰ نفر (۱۳۲ خانوار) بوده‌است.

## آموزش
وضعیت آموزش مناسب این روستا ( ۸ نفر دکترا، ۲۷ نفر کارشناسی ارشد  و ۸۹ نفر کارشناسی و کاردانی و حدود ۶۰  نفر دانشجو) باعث شهرت این روستا در این منطقه باستانی شده‌است.

## فعالیت‌های هنری
فعالیت‌های هنری هنرمندان خالده که اکثراً در گروه هنری سفیران هنر می‌باشد دارای واحدهای مختلف که توسط خود هنرمندان این روستا مدیریت می‌شود.

## آثار باستانی
سنگ چله گاه:
این اثر تاریخی که در ابتدای ورودی روستای خالده در جهت شرقی و در دامنه جنوبی کلات خالده قرار گرفته، به صورت سنگ بسیار بزرگی از دور قابل مشاهده می‌باشد. نام محلی این بنا سنگ چله گاه است. به نظر می‌رسد این سنگ بزرگ تکه‌ای از همان کوه مشرف به آن است که بر اثر گذر زمان به دامنه آن سقوط کرده و تا به امروز همان‌جا مانده‌است. در پهلوی شرقی دو اتاقک کنده کاری شده و همچنین در قسمت بالای این سنگ دو حفره مستطیل شکل تراشیده شده به دست بشر می‌بینیم که در مورد کارکرد آن‌ها نظرات متفاوتی موجود می‌باشد. نخست با توجه به شباهت آن‌ها با استودان‌های زرتشتیان، این احتمال می‌رود که این حفره‌ها مربوط به همان دورانی باشد که مردمان زردشتی مردگان خود را برای جلوگیری از آلودگی خاک در محیط آزادی می‌گذاشتند و پس از مدتی که فقط استخوان‌های مردگان باقی می‌مانند آن‌ها را در این استودان‌ها (استخوان دان‌ها) قرار می‌دادند و نظر دوم اینکه: با توجه به محل قرار گرفتن این سنگ در کنار راهی پر عبور و مرور این احتمال است که از این حفره‌ها برای ایجاد کمینگاه و رصد عابرین و کاروان‌هایی استفاده می‌شده که از این مسیر عبور میکرده‌اند.